# Piero Angelo Balzardi
Piero Angelo Balzardi (Torino, 5 aprile 1936 – 2 settembre 1992) è stato un politico italiano, deputato per la Democrazia Cristiana dalla VIII legislatura alla X.